# Saison 1994-1995 de la LHOu
Saison précédente Saison suivante
La saison 1994-1995 est la 29e saison de hockey sur glace de la Ligue de hockey de l'Ouest. Les Blazers de Kamloops remportent la Coupe du Président pour une troisième fois en quatre saisons en battant en finale les Wheat Kings de Brandon. Puis, les Blazers remportent une troisième Coupe Memorial également en quatre ans.

## Saison régulière
Avant le début de la saison, les Cougars de Victoria sont relocalisés vers Prince George en Colombie-Britannique et prennent le nom des Cougars de Prince George. 

### Classement
| Division Est             | PJ | V  | D  | N | Pts | BP  | BC  |
| ------------------------ | -- | -- | -- | - | --- | --- | --- |
| Wheat Kings de Brandon   | 72 | 45 | 22 | 5 | 95  | 315 | 235 |
| Raiders de Prince Albert | 72 | 44 | 26 | 2 | 90  | 308 | 267 |
| Blades de Saskatoon      | 72 | 41 | 23 | 8 | 90  | 324 | 254 |
| Warriors de Moose Jaw    | 72 | 39 | 32 | 1 | 79  | 315 | 275 |
| Tigers de Medicine Hat   | 72 | 38 | 32 | 2 | 78  | 244 | 229 |
| Broncos de Swift Current | 72 | 31 | 34 | 7 | 69  | 274 | 284 |
| Pats de Regina           | 72 | 26 | 43 | 3 | 55  | 269 | 306 |
| Hurricanes de Lethbridge | 72 | 22 | 48 | 2 | 46  | 263 | 341 |
| Rebels de Red Deer       | 72 | 17 | 51 | 4 | 38  | 209 | 356 |

| Division Ouest           | PJ | V  | D  | N | Pts | BP  | BC  |
| ------------------------ | -- | -- | -- | - | --- | --- | --- |
| Blazers de Kamloops      | 72 | 52 | 14 | 6 | 110 | 375 | 202 |
| Rockets de Tacoma        | 72 | 43 | 27 | 2 | 88  | 294 | 246 |
| Thunderbirds de Seattle  | 72 | 42 | 28 | 2 | 86  | 319 | 282 |
| Americans de Tri-City    | 72 | 36 | 31 | 5 | 77  | 295 | 279 |
| Chiefs de Spokane        | 72 | 32 | 36 | 4 | 68  | 244 | 261 |
| Winter Hawks de Portland | 72 | 23 | 43 | 6 | 52  | 240 | 308 |
| Cougars de Prince George | 72 | 14 | 55 | 3 | 31  | 229 | 392 |

### Meilleurs pointeurs
| Joueur            | Équipe       | PJ | B  | A  | Pts | Pun |
| ----------------- | ------------ | -- | -- | -- | --- | --- |
| Daymond Langkow   | Tri-City     | 72 | 67 | 73 | 140 | 142 |
| Darcy Tucker      | Kamloops     | 64 | 64 | 73 | 137 | 94  |
| Marty Murray      | Brandon      | 65 | 40 | 88 | 128 | 53  |
| Stacy Roest       | Medicine Hat | 69 | 37 | 78 | 115 | 32  |
| Darren Ritchie    | Brandon      | 69 | 62 | 52 | 114 | 12  |
| Hnat Domenichelli | Kamloops     | 72 | 52 | 62 | 114 | 34  |
| Terry Ryan        | Tri-City     | 70 | 50 | 60 | 110 | 207 |
| Curtis Brown      | Moose Jaw    | 70 | 51 | 53 | 104 | 63  |
| Mark Deyell       | Saskatoon    | 70 | 34 | 68 | 102 | 56  |
| Chris Herperger   | Seattle      | 59 | 49 | 52 | 101 | 106 |

## Séries éliminatoires
Nota: lors de la première ronde, les équipes de la division Ouest sont qualifiées par un tour de pré-qualification appelé « round-robin » alors que les équipes de l'Est prennent part à des séries quatre de sept
Round-Robin
| Équipe                   | V | D | résultat |
| ------------------------ | - | - | -------- |
| Blazers de Kamloops      | 3 | 1 | qualifié |
| Winter Hawks de Portland | 3 | 1 | qualifié |
| Thunderbirds de Seattle  | 0 | 4 | éliminé  |
| Chiefs de Spokane        | 3 | 1 | qualifié |
| Americans de Tri-City    | 2 | 2 | qualifié |
| Rockets de Tacoma        | 1 | 3 | éliminé  |

|  | Huitièmes de finale      | Huitièmes de finale      |                          |   | Quarts de finale | Quarts de finale |  |  | Demi-finales | Demi-finales |  |  | Finale | Finale |
|  | Huitièmes de finale      | Huitièmes de finale      |                          |   | Quarts de finale | Quarts de finale |  |  | Demi-finales | Demi-finales |  |  | Finale | Finale |
|  |                          |                          |                          |   |                  |                  |  |  |              |              |  |  |        |        |
|  |                          |                          |                          |   |                  |                  |  |  |              |              |  |  |        |        |
|  |                          |                          |                          |   |                  |                  |  |  |              |              |  |  |        |        |
|  | Wheat Kings de Brandon   |                          |                          |   |                  |                  |  |  |              |              |  |  |        |        |
|  |                          |                          |                          |   |                  |                  |  |  |              |              |  |  |        |        |
|  | Laissé-Passé             |                          |                          |   |                  |                  |  |  |              |              |  |  |        |        |
|  | Wheat Kings de Brandon   | 4                        |                          |   |                  |                  |  |  |              |              |  |  |        |        |
|  | Wheat Kings de Brandon   | 4                        |                          |   |                  |                  |  |  |              |              |  |  |        |        |
|  |                          | Warriors de Moose Jaw    | 1                        |   |                  |                  |  |  |              |              |  |  |        |        |
|  | Warriors de Moose Jaw    | Warriors de Moose Jaw    | 1                        | 4 |                  |                  |  |  |              |              |  |  |        |        |
|  | Warriors de Moose Jaw    |                          |                          | 4 |                  |                  |  |  |              |              |  |  |        |        |
|  | Tigers de Medicine Hat   | 1                        |                          |   |                  |                  |  |  |              |              |  |  |        |        |
|  | Tigers de Medicine Hat   | 1                        | Wheat Kings de Brandon   | 4 |                  |                  |  |  |              |              |  |  |        |        |
|  |                          |                          | Wheat Kings de Brandon   | 4 |                  |                  |  |  |              |              |  |  |        |        |
|  |                          | Raiders de Prince Albert | 3                        |   |                  |                  |  |  |              |              |  |  |        |        |
|  | Raiders de Prince Albert | Raiders de Prince Albert | 3                        | 4 |                  |                  |  |  |              |              |  |  |        |        |
|  | Raiders de Prince Albert |                          |                          | 4 |                  |                  |  |  |              |              |  |  |        |        |
|  | Pats de Regina           | 0                        |                          |   |                  |                  |  |  |              |              |  |  |        |        |
|  | Pats de Regina           | 0                        | Raiders de Prince Albert | 4 |                  |                  |  |  |              |              |  |  |        |        |
|  |                          |                          | Raiders de Prince Albert | 4 |                  |                  |  |  |              |              |  |  |        |        |
|  |                          | Blades de Saskatoon      | 0                        |   |                  |                  |  |  |              |              |  |  |        |        |
|  | Blades de Saskatoon      | Blades de Saskatoon      | 0                        | 4 |                  |                  |  |  |              |              |  |  |        |        |
|  | Blades de Saskatoon      |                          |                          | 4 |                  |                  |  |  |              |              |  |  |        |        |
|  | Broncos de Swift Current | 1                        |                          |   |                  |                  |  |  |              |              |  |  |        |        |
|  | Broncos de Swift Current | 1                        | Wheat Kings de Brandon   | 2 |                  |                  |  |  |              |              |  |  |        |        |
|  |                          |                          | Wheat Kings de Brandon   | 2 |                  |                  |  |  |              |              |  |  |        |        |
|  |                          | Blazers de Kamloops      | 4                        |   |                  |                  |  |  |              |              |  |  |        |        |
|  | Blazers de Kamloops      | Blazers de Kamloops      | 4                        |   |                  |                  |  |  |              |              |  |  |        |        |
|  |                          |                          |                          |   |                  |                  |  |  |              |              |  |  |        |        |
|  | Qualifié                 |                          |                          |   |                  |                  |  |  |              |              |  |  |        |        |
|  | Blazers de Kamloops      | 4                        |                          |   |                  |                  |  |  |              |              |  |  |        |        |
|  | Blazers de Kamloops      | 4                        |                          |   |                  |                  |  |  |              |              |  |  |        |        |
|  |                          | Winter Hawks de Portland | 1                        |   |                  |                  |  |  |              |              |  |  |        |        |
|  | Winter Hawks de Portland | Winter Hawks de Portland | 1                        |   |                  |                  |  |  |              |              |  |  |        |        |
|  |                          |                          |                          |   |                  |                  |  |  |              |              |  |  |        |        |
|  | Qualifié                 |                          |                          |   |                  |                  |  |  |              |              |  |  |        |        |
|  | Blazers de Kamloops      | 4                        |                          |   |                  |                  |  |  |              |              |  |  |        |        |
|  | Blazers de Kamloops      | 4                        |                          |   |                  |                  |  |  |              |              |  |  |        |        |
|  |                          | Americans de Tri-City    | 2                        |   |                  |                  |  |  |              |              |  |  |        |        |
|  | Chiefs de Spokane        | Americans de Tri-City    | 2                        | 4 |                  |                  |  |  |              |              |  |  |        |        |
|  | Chiefs de Spokane        |                          |                          | 4 |                  |                  |  |  |              |              |  |  |        |        |
|  | Qualifié                 |                          |                          |   |                  |                  |  |  |              |              |  |  |        |        |
|  | Chiefs de Spokane        | 3                        |                          |   |                  |                  |  |  |              |              |  |  |        |        |
|  | Chiefs de Spokane        | 3                        |                          |   |                  |                  |  |  |              |              |  |  |        |        |
|  |                          | Americans de Tri-City    | 4                        |   |                  |                  |  |  |              |              |  |  |        |        |
|  | Americans de Tri-City    | Americans de Tri-City    | 4                        |   |                  |                  |  |  |              |              |  |  |        |        |
|  |                          |                          |                          |   |                  |                  |  |  |              |              |  |  |        |        |
|  | Qualifié                 |                          |                          |   |                  |                  |  |  |              |              |  |  |        |        |
|  |                          |                          |                          |   |                  |                  |  |  |              |              |  |  |        |        |

## Honneurs et trophées
- Trophée Scotty-Munro, remis au champion de la saison régulière : Blazers de Kamloops.
- Trophée commémoratif des quatre Broncos, remis au meilleur joueur : Marty Murray, Wheat Kings de Brandon.
- Trophée Daryl-K.-(Doc)-Seaman, remis au meilleur joueur étudiant : Perry Johnson, Pats de Regina.
- Trophée Bob-Clarke, remis au meilleur pointeur : Daymond Langkow, Americans de Tri-City.
- Trophée Brad-Hornung, remis au joueur ayant le meilleur esprit sportif : Darren Ritchie, Wheat Kings de Brandon.
- Trophée commémoratif Bill-Hunter, remis au meilleur défenseur : Nolan Baumgartner, Blazers de Kamloops.
- Trophée Jim-Piggott, remis à la meilleure recrue : Todd Robinson, Winter Hawks de Portland.
- Trophée Del-Wilson, remis au meilleur gardien : Paxton Schafer, Tigers de Medicine Hat.
- Trophée Dunc-McCallum, remis au meilleur entraîneur : Don Nachbaur, Thunderbirds de Seattle.
- Trophée Lloyd-Saunders, remis au membre exécutif de l'année : Kelly McCrimmon, Wheat Kings de Brandon.
- Trophée Allen-Paradice, remis au meilleur arbitre : Tom Kowal.
- Trophée St. Clair Group, remis au meilleur membre des relations publique : Herm Hordal, Blades de Saskatoon.
- Trophée humanitaire de l'année, remis au joueur ayant démontré la meilleure implication auprès de sa communauté : Grady Manson, Warriors de Moose Jaw.
- Trophée plus-moins de la WHL, remis au joueur ayant le meilleur ratio +/- : Darren Ritchie, Wheat Kings de Brandon.
- Trophée airBC, remis au meilleur joueur en série éliminatoire : Nolan Baumgartner, Blazers de Kamloops.